# Каменички Врховец
Каменички Врховец је насељено место у саставу града Лепоглаве у Вараждинској жупанији, Хрватска. До територијалне реорганизације у Хрватској налазио се у саставу старе општине Иванец.

## Становништво
На попису становништва 2011. године, Каменички Врховец је имао 205 становника.

## Попис1991.
На попису становништва 1991. године, насељено место Каменички Врховец је имало 276 становника, следећег националног састава:
| Попис 1991.‍ | Попис 1991.‍ | Попис 1991.‍ | Попис 1991.‍ | Попис 1991.‍ |
| ----------- | ----------- | ----------- | ----------- | ----------- |
|             |             |             |             |             |
| Хрвати      | Хрвати      |             | 275         | 99,63%      |
| Македонци   | Македонци   |             | 1           | 0,36%       |
| укупно: 276 |             |             |             |             |